# Prefectura de Áncash
La Prefectura de Áncash fue un órgano administrativo que tuvo a su cargo la administración superior del departamento de Áncash, Perú entre 1835 y 1920.

## Historia
Luego de las campañas de la independencia del Perú, los antiguos centros administrativos virreinales y sus cargos fueron disueltos, así se disolvió la Intendencia de Tarma, cuya figura administrativa abarcaba gran parte de la actual sierra ancashina y se creó el departamento de Huaylas. Con su primer presidente de departamento, el mariscal Toribio de Luzuriaga.
El departamento fue creado mediante decreto supremo el 12 de junio de 1835. Sus autoridades pasaron a ser denominadas oficialmente como Prefectos, siendo el primero de ellos, Juan Bautista Mejía, designado el 17 de junio de 1835. El cargo se disolvió en 1920 quedando la administración política del departamento a cargo del gobierno central.

### Presidentes de Huaylasde facto(1821-1835)
- Toribio de Luzuriaga (1821-1823)
- Domingo Tristán (1823-1827)
- Felipe Santiago Estenos (1833-1835)

### Prefectos de Áncash (1835-1920)
- Juan Bautista Mejía (1835-1836)
- José Félix Jaramillo (1840-1842)
- José Manuel Robles Arnao y García (1842-1845)
- Isidro del Río y del Barrio (1852-1856)
- Ignacio Figueroa (1862-1864)
- Francisco Noriega (1884-1885)
- Manuel Carrillo (1886)
- José de Iraola (1887-1888)
- José Manuel Robles-Arnao y Amez (1890-1893).[1]